# Aeroporto internacional

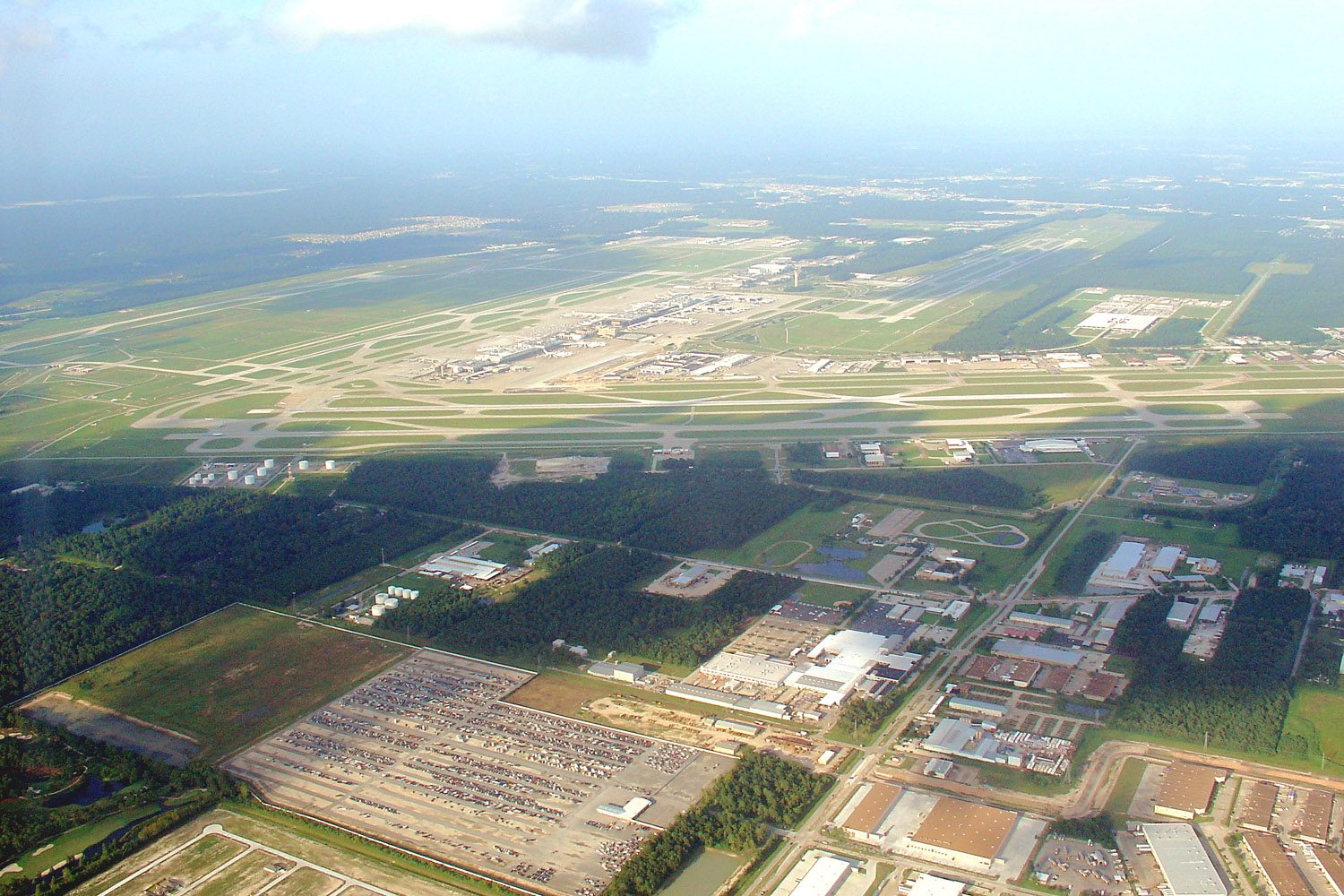
Imagem aérea do George Bush Intercontinental Airport

Um aeroporto internacional é um aeroporto apto a receber voos internacionais. São geralmente adaptados aos costumes e às instalações dos imigrantes ou turistas. Esses aeroportos, geralmente, são maiores e mais equipados, possuem pistas mais longas e instalações para acomodar grandes aeronaves, comumente usadas para viagens internacionais.[carece de fontes?] Aeroportos internacionais, muitas vezes também acolher voos domésticos (voos que ocorrem dentro do país), para servir os viajantes para essas regiões.[carece de fontes?]
Em muitos países a maioria dos aeroportos menores são aeroportos internacionais, de modo que o conceito de um "aeroporto internacional" tem pouco significado. Em certos países, no entanto, há uma subcategoria de limitados aeroportos internacionais que lidam com voos internacionais, mas são limitados a destinos próximos (muitas vezes devido a fatores geográficos) ou são misturados aeroportos civis / militares.

## Nomeação
Muitos aeroportos com serviço internacional regulares têm a palavra "Internacional" em seus nomes oficiais, mas outros, incluindo as principais aeroportos, como o Aeroporto de Heathrow, Paris-Charles de Gaulle, Aeroporto de Frankfurt, Detroit Metropolitan Wayne County Airport e George Bush Intercontinental Airport não. Inversamente, alguns aeroportos que se chamam os aeroportos internacionais, especialmente em pequenas cidades dos Estados Unidos, de fato não têm serviço regular de voos internacionais companhia aérea, mas tem alfândega e imigração instalações que servem de carga e preços de voos da aviação geral. Em muitos desses costumes aeroportos e serviços de imigração só estão disponíveis com aviso várias horas antecedência. Um exemplo é Gerald R. Ford International Airport em Grand Rapids, Michigan. Alguns, como Gary / Chicago Aeroporto Internacional em Gary, Indiana, na verdade não são aeroportos internacionais em todas, não são designados como aeroportos de entrada, mas aspiram a tornar-se como no futuro, e acrescentou: "aeroporto internacional" para os seus nomes como uma ferramenta de marketing.

## Operações

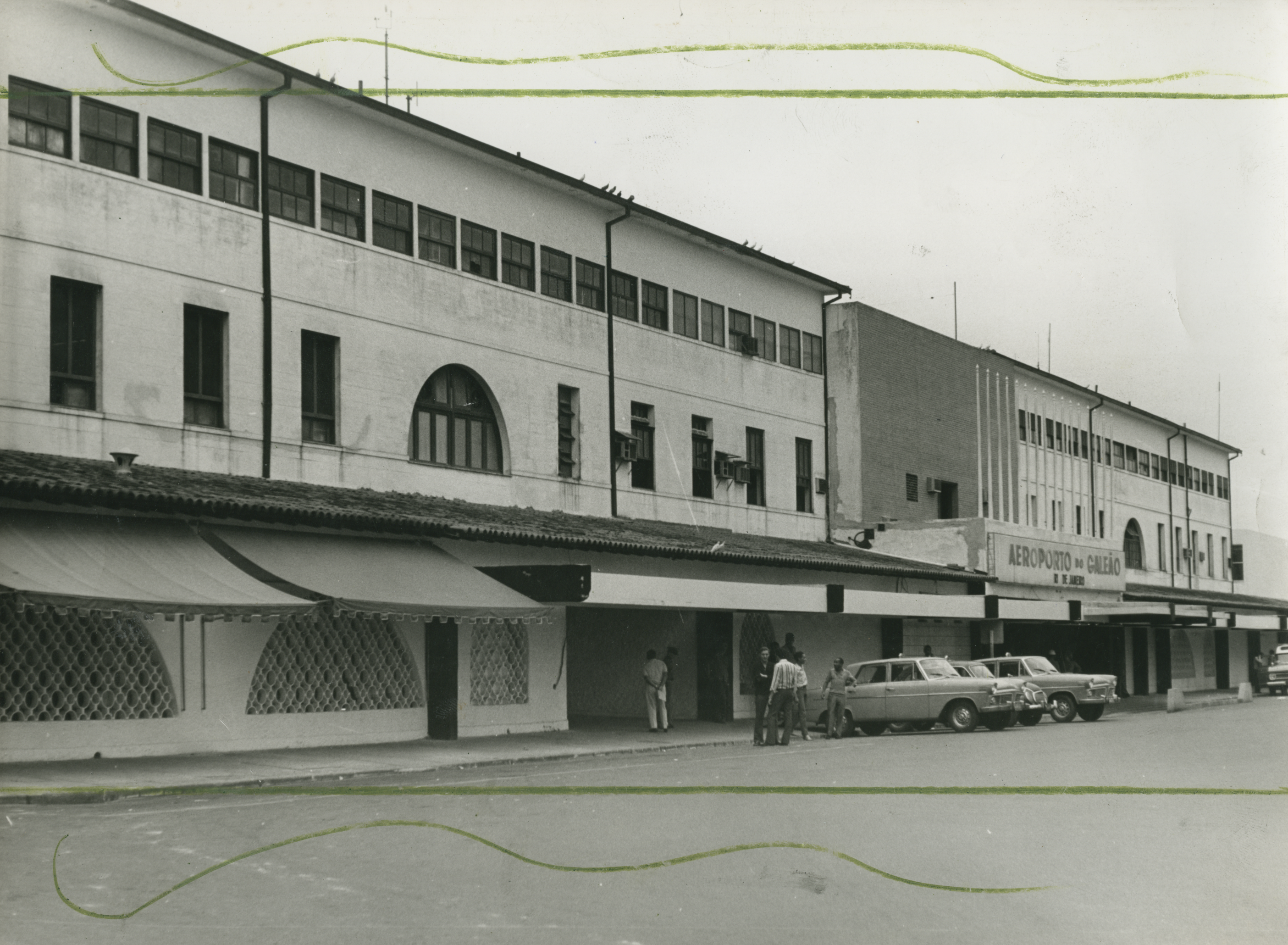
Entrada do Aeroporto do Galeão (atual Antonio Carlos Jobim). Foto histórica sob a guarda do Arquivo Nacional.

Muitos aeroportos internacionais também servem como hubs, ou em locais onde voos diretos podem desembarcar passageiros e aviões de mudança. Aeroportos internacionais geralmente têm muitas companhias aéreas representadas, e muitos deles são muitas vezes estrangeiros.
Os passageiros de conexão para voos domésticos de um voo internacional em geral, devem ter sua bagagem despachada pela alfândega e voltar a verificar a sua bagagem no balcão da companhia aérea nacional, exigindo mais tempo no processo. Em alguns casos, na Europa bagagem pode ser transferida para o destino final, mesmo que seja de uma ligação interna.
Em alguns casos, os viajantes e os aviões podem passar pela alfândega e imigração no aeroporto de partida. Como um exemplo disso, são os aeroportos do Canadá com os Estados Unidos com instalações de pré-apuração na fronteira. Isso permite que os voos de aeroportos para voar em aeroportos dos Estados Unidos que não têm costumes e instalações de imigração, em uma base não-regulares. A  bagagem de tais voos também podem ser transferida para um destino final nos EUA pelo aeroporto de entrada.